# Wolgaster Ort
Der Wolgaster Ort ist eine zur Insel Usedom gehörende Halbinsel zwischen Peenestrom und Krumminer Wiek.

## Geografie und Verkehr
Auf dem Wolgaster Ort befinden sich die Wolgaster Ortsteile Mahlzow und Wolgaster Fähre, die Gemeinde Sauzin mit dem Ortsteil Ziemitz und Krummin mit dem Ortsteil Neeberg. Im Norden liegt die Gemeinde Mölschow mit den Ortsteilen Zecherin und Bannemin, die meist nicht zum eigentlichen Wolgaster Ort im engeren Sinne dazugezählt wird. Im Norden und Nordosten ist die Halbinsel durch Feuchtgebiete zur Peenemünder–Zinnowitzer Niederung und zum Gnitz abgegrenzt.
Bei Wolgaster Fähre ist die Insel Usedom über die Peenebrücke mit dem Festland verbunden. Hier verläuft mit der Bundesstraße 111 eine der beiden wichtigen Straßenverkehrsadern der Insel. Ebenfalls hier befindet sich die Bahnstrecke Wolgaster Fähre–Ahlbeck Grenze, die über die Peenebrücke Anschluss an die Bahnstrecke nach Züssow hat. In Ziemitz, Neeberg und Krummin gibt es Bootsanlegestellen. 
Die Landschaft des Wolgaster Ortes ist leicht hügelig. Die höchste Erhebung sind die bis 25,7 Meter hohen Gazberge zwischen Krummin und Bannemin Ausbau. Die Böden sind überwiegend sandig. Der Südteil der Halbinsel gehört durch den hier vorkommenden Geschiebemergel zu den fruchtbarsten Ackergebieten Usedoms.

## Geschichte
Im 12. Jahrhundert gehörte der Wolgaster Ort wie der gesamte Nordwesten der Insel Usedom zur „terra Bukow“, deren Zentrum in Wolgast lag. Ab Mitte des 13. Jahrhunderts gelangte die Halbinsel in den Besitz des Klosters Krummin. Mit der Säkularisation des Klosters 1563 kamen die Ländereien in den Besitz der Greifenherzöge und wurden durch das Amt Wolgast verwaltet. Während des Dreißigjährigen Krieges ging die Zahl der Bauernstellen im Wolgaster Ort auf die Hälfte, die Zahl der Kossäten auf ein Drittel zurück. Nach dem Krieg gehörte der Wolgaster Ort wie die übrige Insel zu Schwedisch-Pommern. Der größere Teil der Halbinsel kam in den Besitz des Oberst Christian Joachim von Radike und wurde dann zwischen 1663 und 1667 durch Carl Gustav Wrangel erworben. Nachdem die Insel Usedom seit 1713 unter preußischer Verwaltung stand, wurde der Wolgaster Ort durch das Amt Pudagla verwaltet.